# کرام التنکیرشن
کرام التنکیرشن (به آلمانی: Kraam) یک شهر در آلمان است که در راینلاند-فالتس واقع شده‌است.

## خصوصیات
کرام التنکیرشن ۱۵۸ نفر جمعیت دارد.